# Deae ex machina
Deae ex machina (lat. f. Göttinnen aus der Maschine) ist eine Comicserie des deutschen Künstlers Erik. Das Werk ist als durchgängige Geschichte in fünf Alben à ca. 80 Seiten ausgelegt. Es konfrontiert mystische Elemente, allen voran aus der Nordischen Mythologie, aber auch aus der Apokalyptik anderer Kulturkreise, mit der Technisierung und den gesellschaftlichen Umwälzungen in der ersten Hälfte des 20. Jahrhunderts. Darüber hinaus kommen wiederholt die Motive Krieg, Eroberung und Besatzung in verschiedenen historischen Kontexten vor.

## Veröffentlichung
Erik präsentierte Deae ex machina zunächst von Januar bis Ende August 2009 in neun monatlichen Folgen von, in der Regel, zwei Kapiteln als Webcomic. Als Motivation für diese Veröffentlichungsform gab er das eigene Interesse an der Reaktion der Leser an. Er wollte nicht, wie mit seinem vorher geschaffenen Comic Eiszeit, „zum Singen in den Keller gehen“. Zudem sah er dies als Chance für die Verleger an, das Projekt trotz der Länge vorab besser einschätzen zu können und somit weniger Risiko einzugehen. Eine Folge der Ablehnung gegenüber Eiszeit, denn auch Deae war von Anbeginn als große, durchgängige Geschichte geplant. Zwar konnte Erik 2009 noch nicht genau vorhersagen, wie viel Seiten das Epos letztendlich haben wird, er strukturierte es aber bereits in ca. 30 Kapitel und hatte eine Vorstellung vom Ende der Geschichte. Letztendlich umfassten die ersten 17 Kapiteln, die in knapp 18 Monaten gezeichnet und als Webcomic Jagd auf den Blauen Jaguar veröffentlicht wurden, 160 Seiten und waren als erster Teil einer Trilogie konzipiert.
Diese Fassung wurde im Magazin Comix in ebenfalls 17 Folgen, beginnend mit der allerersten Ausgabe 06/2010 bis einschließlich 03/2012, veröffentlicht, wobei allerdings mehrmals von der ursprünglichen Kapitelaufteilung abgewichen wurde. Im Juli 2011 bzw. April 2012 erschienen dieser „erste Teil“ aufgeteilt auf zwei Alben in gebundener Form. Dabei wurde der erste Band um drei jeweils einseitige Prologe, der zweite um ein neues Kapitel von fünf Seiten zwischen den elften und ursprünglich zwölften ergänzt, die Original-Kapitelgliederung aber wiederhergestellt. Zudem wurden die Comicseiten mit zahlreichen erläuternden, teilweise auch humoristischen Fußnoten versehen. Ursprünglich legte Erik die Serie auf eine mögliche Buchveröffentlichung im US-Format, oder noch kleiner Din A5, an. Erst der Abdruck in Comix überzeugte ihn von einer Veröffentlichung in Alben und der Aufteilung des ursprünglichen ersten Teils auf zwei Bände.
Ende 2010 hatte Erik das Szenario komplett zu Ende geschrieben, sich von der Trilogie verabschiedet und die Serie auf fünf Alben mit insgesamt 53 Kapiteln und ca. 400 Seiten ausgearbeitet. Die Veröffentlichung des dritten Albums Der Atem der Jormungand erfolgte nach zwei Jahren Pause, bedingt durch seine parallel laufenden Serie Dédé, kurz vor dem Comic-Salon Erlangen im Juni 2014. Etwa die Hälfte davon wurde erneut in Comix 09/2013 bis 02/2014 vorveröffentlicht. Als Webcomic erscheinen die weiteren Folgen nicht mehr, das Blog wird allerdings mit Bildern und Kommentaren zum Entstehungsprozess aktualisiert.

## Inhalt
Der Apokalyptiker Otto von Klumpp versucht, dreier mächtiger Module habhaft zu werden. Dank derer könnte er sein Schicksal an jene Millionen anderer Menschen koppeln und somit seiner Bestimmung entgehen. Zwei davon hat er während des Ersten Weltkrieges bereits in Besitz genommen: die altpersische Ormuzd-Schale, die allen Anschein nach bei der Eroberung von Tyros durch Alexander den Großen Bedeutung erlangte. Sowie eine aus Elfenbein gefertigte Weltenschlange Jormungand, welche 923 n. Chr. Wikingern, die es ans Schwarze Meer verschlagen hat, von Soldaten aus dem Volk der Ghuzz geraubt wurde und 1099 in der Negev-Wüste Kreuzfahrern in die Hände fiel. Es fehlt nur noch ein der Legende nach von Quetzalcoatl erschaffenes Artefakt: der Blaue Jaguar. Die drei Nornen, Schicksalsgöttinnen der nordischen Mythologie, welche das Leben der Sterblichen in deren Schicksalsstäbe schnitzen, sehen sich daraufhin genötigt, in Midgard, unserer Welt, selbst aktiv zu werden. Hierfür brauchen sie den jungen Chris als Verbündeten, da der zufällig zu der Zeit der Träger eines Amuletts ist, das die Nornen vor Jahrtausenden selbst erschaffen hatten. Doch in einer Welt, in der die Technik sich anschickt die Mystik zu ersetzen ist die Macht des Talismans nicht mehr die, die sie einst war.

### Figuren
Die Nornen:
- Urd steht für Vergangenheit und Weisheit. Dennoch war es gerade sie, die älteste, jene, die durch unbesonnene Verschriftlichung die Ragnarök auslöste.
- Verdandi steht für Gegenwart und Jugend. Sie ist die jüngste und auch naiver als ihre Schwestern, denn die Gegenwart ist die einzig vergängliche Zeit, Vergangenheit und Zukunft haben Bestand.
- Skuld steht für die Zukunft. Per Eigendefinition ist sie auch die Göttin der „Nettigkeit gegenüber Sterblicher“, Urd sieht sie eher als jene der „Geheimniskrämerei“. Die Sorge um „ihre Zukunft“ macht sie auch besonders skeptisch gegenüber göttlicher Intervention.

Die Helden:
- Chris Meyer ist ein Pilot, der nicht durch die Gefahren der frühen Aviatik, sondern einem beherzten Schnitt von Urd in seinen Schicksalsstab bereits zu Beginn ums Leben kommt. Laut Erik war er die Figur, die am Anfang der Entwicklung der Story stand, die ursprünglich als klassisches Superhelden-Vehikel konzipiert war: mit einem Helden, dessen Handicap die Entkörperung und dessen Fähigkeit die Reinkarnation dank eines magischen Amuletts ist.[Blog 5][Blog 6]
- Monika „Mo“ Sass ist Chris’ Geliebte und Flugschülerin, letzteres aus emanzipatorischer Überzeugung, dass die Gleichstellung der Frau über die Technik vorangetrieben werden kann.
- Pawel alias Patras nahm sich 1915 der Kriegswaisen Chris und Mo an und flüchtete mit ihnen als Deutsche Ende 1918 aus Elsaß-Lothringen. Er ist Händler mystischer Antiquitäten, momentaner Besitzer des Blauen Jaguars und hat Chris das Amulett geschenkt.

Die Schurken:
- Otto von Klumpp ahnt bereits 1928 das Herannahen des Zweiten Weltkrieges. Und sucht diesen zu verhindern, in dem er den Völkern Europas einen sie einenden Feind gibt: sich selbst.
- Dok führte in Feldlazaretten des Ersten Weltkrieges ungezählte Amputationen, was seine sadistische Neigung erst voll entfaltet haben dürfte. Zudem ist er deutsch-national eingestellt. Er nimmt von Klumpp nicht wirklich ernst, hat aber keine Bedenken gegen ihn, solange die Bezahlung stimmt.
- Luigi Barletta war 1917 Zeuge des Mordes an seinem Patenonkel (einen Zwischenhändler der Jormungand) durch von Klumpp und schloss sich diesem daraufhin an. Er ist übertrieben eitel, hat ein eher schlichtes Gemüt und pflegt einen Fetisch für Schusswaffen.

### Struktur der Erzählung
Die Zahl Drei ist für das Gefüge der Geschichte bestimmend. Neben den drei Gruppen mit je drei Hauptfiguren thematisieren auch die drei Prologe jeweils einen der drei Objekte, die sich von Klumpp aneignen will. Auch für manche Gruppen von Nebenfiguren gilt dies: drei Kreuzfahrer, die sich auf die Suche nach der Jormungand machen, drei makedonische Soldaten, denen ein Phönizier die Ormuzd-Schale verspricht, und so fort. Der Comic lässt sich ebenfalls grob in drei Handlungsebenen einteilen:
- Der Hauptstrang in der entmilitarisierten, französisch besetzten linksrheinischen Zone im Jahr 1928. Sie entspricht der „Gegenwart“ der Geschichte und obliegt somit Verdandi.
- Die historischen Einschübe quer durch die Weltgeschichte, die bislang allesamt an Eroberungsfeldzüge und mit den vier magischen Artefakten (die drei, nach denen von Klumpp sucht sowie Chris’ Amulett) verknüpft sind.
- Inzwischen und Nirgendwann am Weltenbaum Yggdrasil.

Ab Ende des dritten Kapitels werden die Episoden durchgehend mit Match Cuts verknüpft. Während die Bildgliederung der Seiten ansonsten frei ist, beginnen und enden die Kapitel jeweils mit einem Strip von vier gleich großen Panels, in der am Ende in ein Detail hinein-, am darauffolgenden Anfang von einem ähnlichen Objekt herausgezoomt wird. Selbst die nachträgliche Einfügung eines Kapitels in der Albenausgabe bricht nicht mit dieser Konsistenz. Die Neuaufteilung, die in Comix erfolgte, zerstörte mitunter diesen Kniff, der durch seinen wiederholten Einsatz in Zusammenhang mit Zeitsprüngen auch an den ersten Highlander-Film erinnert. Als zusätzlichen Reiz eines Szenarios mit diversen Zeitebenen sieht Erik die Möglichkeit, seine Figuren in unterschiedliche Outfits zu stecken und verschiedene historische Dekore zeichnerisch umzusetzen.

### Crossover
Im November 2009 wurden drei Gastbeiträge von Erik auf der Seite von Sarah Burrinis Webcomic Das Leben ist kein Ponyhof veröffentlicht. Dabei kam es zum Crossover zwischen den Nornen und Sarah, der Protagonistin des „Ponyhofs“.

## Alben-Veröffentlichung
- 2011: Deae ex machina 1: Jagd auf den Blauen Jaguar, Epsilon Verlag, Nordhastedt, ISBN 978-3-86693-103-9.
- 2012: Deae ex machina 2: Der Plan der Göttinnen, Epsilon Verlag, Nordhastedt, ISBN 978-3-86693-104-6.
- 2014: Deae ex machina 3: Der Atem der Jormungand, Epsilon Verlag, Nordhastedt, ISBN 978-3-86693-105-3.
- 2017: Deae ex machina 4: Das Feuer der Ormuzd-Schale, Kult Comics, Leipzig, ISBN 978-3-946722-29-8.
- 2018: Deae ex machina 5: Der Fluch des Amuletts, Kult Comics, Leipzig, ISBN 978-3-96430-004-1